# هون، لیبی
هون (به عربی: هون) شهری در استان جفره واقع در کشور لیبی است که جمعیت آن در سال ۲۰۱۰ میلادی ۳۰٫۷۱۵ نفر بوده‌است.